# 高顶鳞皮蚌
高顶鳞皮蚌（学名：Lepidodesma languilati），俗名青壳蚌、美带蚌、狗脑壳，为蚌科珠蚌亚科鳞皮蚌属的淡水动物。

## 分佈與棲息地
本物種是中国的特有物种，分佈於安徽、浙江、江苏、江西、湖北、湖南及其他各省，一般生活于水流较缓、水位较深、无水草的湖泊以及河流的污泥底或泥沙底裡。

## 外部連結
- 維基物種上的相關：高顶鳞皮蚌